# Liste der Baudenkmale in Bestensee
In der Liste der Baudenkmale in Bestensee sind alle Baudenkmale der brandenburgischen Gemeinde Bestensee und ihrer Ortsteile aufgelistet. Grundlage ist die Veröffentlichung der Landesdenkmalliste mit dem Stand vom 1. Januar 2025. Die Bodendenkmale sind in der Liste der Bodendenkmale in Bestensee aufgeführt.

## Baudenkmale
In den Spalten befinden sich folgende Informationen:
- ID-Nr.: Die Nummer wird vom Brandenburgischen Landesamt für Denkmalpflege vergeben. Ein Link hinter der Nummer führt zum Eintrag über das Denkmal in der Denkmaldatenbank. In dieser Spalte kann sich zusätzlich das Wort Wikidata befinden, der entsprechende Link führt zu Angaben zu diesem Denkmal bei Wikidata.
- Lage: die Adresse des Denkmales und die geographischen Koordinaten. Link zu einem Kartenansichtstool, um Koordinaten zu setzen. In der Kartenansicht sind Denkmale ohne Koordinaten mit einem roten beziehungsweise orangen Marker dargestellt und können in der Karte gesetzt werden. Denkmale ohne Bild sind mit einem blauen bzw. roten Marker gekennzeichnet, Denkmale mit Bild mit einem grünen beziehungsweise orangen Marker.
- Bezeichnung: Bezeichnung in den offiziellen Listen des Brandenburgischen Landesamtes für Denkmalpflege. Ein Link hinter der Bezeichnung führt zum Wikipedia-Artikel über das Denkmal.
- Beschreibung: die Beschreibung des Denkmales
- Bild: ein Bild des Denkmales und gegebenenfalls einen Link zu weiteren Fotos des Baudenkmals im Medienarchiv Wikimedia Commons

### Bestensee
| ID-Nr.                           | Lage                                  | Bezeichnung                                                                       | Beschreibung | Bild                                 |
| -------------------------------- | ------------------------------------- | --------------------------------------------------------------------------------- | --- | ------------------------------------ |
| 09140057                         | Hauptstraße (Lage)                    | Gräber von Gefallenen bei der Niederschlagung des Kapp-Putsches, auf dem Friedhof | auf dem neben der Trauerhalle befindlichen Gedenkstein steht die Inschrift: „Gewidmet den / Freiheitskämpfern / Arthur Rettig / Gustav Fröhlich / gef. als Opfer / des Kapp-Putsches / am 20.3.1920 / in Schenkendorf“ | weitere Bilder                       |
| 09140050                         | Hauptstraße 2 (Lage)                  | Fachwerkhaus (Königliches Forsthaus)                                              | | Fachwerkhaus (Königliches Forsthaus) |
| 09140426                         | Königs Wusterhausener Straße (Lage)   | Dorfkirche und Kirchhof mit Kriegerdenkmal sowie Kirchhofseinfriedung             | Die evangelische Dorfkirche wurde in der zweiten Hälfte des 14. Jahrhunderts erbaut. In den Jahren 1883 bis 1884 wurde die Kirche im Westen, mit dem Dachturm und der südlichen Vorhalle, erweitert. In den Jahren 1975 bis 1980 wurde sie umfangreich restauriert. Im Innern des flach gedeckten Bauwerks befinden sich ein schlichter Altaraufsatz sowie eine Fünte aus dem 17. oder 18. Jahrhundert. | weitere Bilder                       |
| 09141197 Teilobjekt zu: 09140426 | Königs Wusterhausener Straße (Lage)   | Kriegerdenkmal                                                                    | Das Kriegerdenkmal steht auf dem Kirchhof. | BW                                   |
| 09140951 Teilobjekt zu: 09140426 | Königs Wusterhausener Straße (Lage)   | Grabkreuz                                                                         | Es sind vier Grabkreuze, diese befinden sich an der südlichen Mauer des Kirchhofes. | BW                                   |
| 09140021                         | Königs Wusterhausener Straße 4 (Lage) | Dorfschule                                                                        | Der Neubau der Groß Bestener Dorfschule wurde am 31. März 1906 eingeweiht. Wegen seiner roten Klinkerfassade wurde dieses Gebäude als „Rote Schule“ bezeichnet. | Dorfschule                           |

### Pätz
| ID-Nr.   | Lage   | Bezeichnung                                                            | Beschreibung | Bild           |
| -------- | ------ | ---------------------------------------------------------------------- | ------------ | -------------- |
| 09140846 | (Lage) | Preußischer Meilenstein „V MEILEN bis BERLIN“, an der Bundesstraße 179 |              | weitere Bilder |